# Kimberlee Acquaro
Kimberlee Acquaro (* 20. Jahrhundert) ist eine US-amerikanische Filmregisseurin, Filmproduzentin für Dokumentarfilme und Fotojournalistin.

## Karriere
Zu Beginn ihrer Karriere arbeitete Acquaro als Fotojournalistin unter anderem für The New York Times, Time und The Washington Post.
Im Bereich Dokumentarfilm wirkte sie als Regisseurin und Produzentin bei den Filmen God Sleeps in Rwanda aus dem Jahr 2005 und 100 Years aus dem Jahr 2011 mit. Für God Sleeps in Rwanda verfasste sie zudem das Drehbuch. Bei der Oscarverleihung 2006 erhielt sie mit Stacy Sherman eine Nominierung in der Kategorie „Bester Dokumentar-Kurzfilm“. Die Auszeichnung ging an die Konkurrenz Corinne Marrinan und Eric Simonson mit dessen Beitrag A Note of Triumph: The Golden Age of Norman Corwin. Im Jahr 2007 erhielten Acquaro und Sherman einen News & Documentary Emmy Award für ihr Werk. Als Regisseurin wirkte sie das letzte Mal im Jahr 2011 bei dem Film Miss Representation mit.
Acquaro ist verheiratet und Mutter eines Sohnes.

## Filmografie
- 2005: God Sleeps in Rwanda (Dokumentarkurzfilm)
- 2011: Miss Representation (Dokumentarfilm)
- 2011: 100 Years (Dokumentarfilm)